# 휴버트 미니스
휴버트 알렉산더 미니스(영어: Hubert Alexander Minnis, 1972년 7월 22일 ~ )는 2017년 5월부터 바하마 출신 총리이다. 미니스는 자유국민운동의 당수이자 현 집권당이며 킬러니 뉴프로비던스 선거구의 국회의원이다. 2007년 선거에서 처음 하원의원에 당선된 그는 2012년 선거에서 패배한 후 휴버트 잉그램의 뒤를 이어 당 대표가 되었다.
2016년 12월 FNM 대표직에서 해임됐다가 당내 갈등 끝에 2017년 4월 다시 자리를 되찾았다. 2017년 5월 10일 치러진 총선에서 소속 정당이 승리한 후 총리가 되었다. 2021년 9월까지 바하마의 총리를 지냈다.

## 어린 시절, 교육 및 초기 정치 경력
미니스는 나소에서 로잘리 노스와 랜돌프 미니스의 아들로 태어났다. 그는 우리 여자 초등학교, 웨스턴 주니어, 세인트루이스에서 교육을 받았다. 어거스틴 칼리지, 나소 그리고 그는 미네소타 대학교도 다녔다.
1985년 영국 런던에서 서인도대학과 MRCOG에서 의학박사 학위를 취득한 뒤 귀국해 프린세스 마거릿 병원에서 의사로 근무하면서 컨설턴트, 산부인과 과장, 부참모장 등을 지냈다.
미니스는 바하마 의료협회 회장, 의료위원회 위원, 바하마 호텔 코퍼레이션 회장, 산부인과 서인도대학교 부강사였다. 그는 경제에 대한 바하마인의 소유권 증진과 전통적인 언덕 너머 지역사회의 재개발에 특별한 관심과 헌신을 가지고 있다.
미니스는 2007년 5월에 처음으로 국회의원으로 선출되었고 보건부 장관으로 내각에 임명되었다.
미니스는 시빌린 패트리샤 베네비와 결혼했으며 세 아이의 아빠이기도 하다. 그의 아들 잠일 미니스도 의사이다.

## 야당인

### 야당 대표: 2012년~2016년
9명의 대표단만 참석한 미니스는 앞날이 험난했다. 그의 리더십은 약하다고 여겨졌고 몇 가지 도전이 있었다. 2016년 12월, 10명의 현직 당원 중 7명의 불신임 투표 후, 5명의 당원이 총독에게 가서 FNM 총재직에서 해임될 것을 요청했고, 로레타 버틀러터너는 당대표로 남았지만, 야당의 공식 대표가 되었다.

### 2017년 총선
선거가 다가옴에 따라, 당원 전체는 반대파들에 대한 미니스의 지지를 얻었고, 미니스는 모두 공천에서 탈락했다. 이들은 총선 때 무소속으로 출마했다가 낙선했다. 미니스당과 FNM은 2017년 5월 10일 치러진 총선에서 경쟁자인 진보자유당(PLP)을 39석 35석을 얻어 승리, 총리가 됐다.